# Sorba Thomas
Benjamin Sorba William Thomas (sinh ngày 25 tháng 1 năm 1999) là một cầu thủ bóng đá chuyên nghiệp người xứ Wales hiện thi đấu ở vị trí tiền vệ cho câu lạc bộ Huddersfield Town và đội tuyển quốc gia Wales.

## Danh hiệu
Cá nhân
- Cầu thủ xuất sắc nhất tháng EFL Championship: Tháng 8 năm 2021[3]